# 江原昭善
江原 昭善（えはら あきよし、1927年4月7日 - 2021年11月30日）は、日本の人類学者。京都大学名誉教授、椙山女学園大学名誉教授、元椙山女学園大学学長。

## 略歴
1927年、岡山県生まれ。1954年に東京大学理学部人類学科を卒業し、1958年同大学院修了。1963年「日本石器時代より現代に到る下顎骨の形態学的変化 日本人下顎骨の人種学的研究」を東京大学に提出して理学博士号を取得。また1970年に「ヒトの頭蓋底におけるKyphoseの変異性とその形態学的分析」を順天堂大学に提出して医学博士号も取得した。
大学院終了後は、順天堂大学医学部解剖講師に就いた。1970年、京都大学霊長類研究所助教授となり、1974年に教授昇進。1991年、京都大学を定年退官し、名誉教授となった。その後は椙山女学園大学教授・学長を務め、その退官後は名誉教授となった。西ドイツ・クリスティアン・アルブレヒト大学キール（キール大学）客員教授、日本モンキーセンター理事もつとめた。

## 受賞・栄典
- 勲三等瑞宝章受章。

## 著書
- 『人間の謎 人類学から見た人間の歴史』講談社（ミリオン・ブックス）1959
- 『人類 ホモ・サピエンスへの道』日本放送出版協会（NHKブックス）1974
- 『進化のなかの人体』1982 講談社現代新書
- 『人類の地平線 アダムの来た道』1982 小学館創造選書
- 『人間性の起源と進化』日本放送出版協会（NHKブックス 1987）
- 『人類の起源と進化 人間理解のために』裳華房(生命科学シリーズ)1993
- 『人間はなぜ人間か 新しい人類の地平から』雄山閣出版 1998
- 『服を着たネアンデルタール人 現代人の深層をさぐる』雄山閣出版 2001
- 『稜線に立つホモ・サピエンス 自然人類学を超えて』京都大学学術出版会 2005
- 『人類学者の人間論ノート』雄山閣 2017

### 共編著
- 『猿人 アウストラロピテクス』渡辺直経共著 中央公論社(自然選書)1976
- 『霊長類学入門』大沢済,河合雅雄,近藤四郎共編 岩波書店 1985
- 『サルはどこまで人間か 新しい人間学の試み』編 小学館 1989

### 翻訳
- D.ピルビーム『人の進化』小山直樹共訳 ティビーエス・ブリタニカ(ワールド・サイエンス) 1977